# ريتشارد بوردن
ريتشارد بوردن (بالإنجليزية: Richard Borden)‏ هو رائد أعمال أمريكي، ولد في 12 أبريل 1795 في فريتاون في الولايات المتحدة، وتوفي في 25 فبراير 1874 في فول ريفر في الولايات المتحدة.